# Sergueï Kindinov
Sergueï Andreïevitch Kindinov (en russe : Серге́й Андре́евич Кинди́нов) est un joueur russe de volley-ball né le 18 février 1991 à Obninsk (oblast de Kalouga, alors en URSS). Il mesure 1,98 m et joue réceptionneur-attaquant.

## Clubs
| Club                     | De        | À   |
| ------------------------ | --------- | --- |
| Iaroslavitch Iaroslavl-2 | 2006-2007 | ... |

## Palmarès
- Championnat d'Europe des moins de 21 ans (1)
  - Vainqueur : 2010